# USS Maloy (DE-791)
USS Maloy (DE-791/EDE-791) là một tàu hộ tống khu trục lớp Buckley được Hải quân Hoa Kỳ chế tạo trong Chiến tranh Thế giới thứ hai. Tên nó được đặt theo hạ sĩ quan Thomas Joel Maloy (1906-1942), người từng phục vụ trên tàu tuần dương hạng nhẹ Atlanta (CL-51), đã tử trận trong trận Hải chiến Guadalcanal vào ngày 13 tháng 11, 1942 và được truy tặng Huân chương Chữ thập Hải quân. Nó đã phục vụ cho đến khi chiến tranh kết thúc, và tiếp tục hoạt động trong giai đoạn Chiến tranh Lạnh cho đến khi xuất biên chế năm 1965 và bị tháo dỡ năm 1966. Maloy được tặng thưởng một Ngôi sao Chiến trận do thành tích phục vụ trong Thế Chiến II.

## Thiết kế và chế tạo
Những chiếc thuộc lớp tàu hộ tống khu trục Buckley có chiều dài chung 306 ft (93 m), mạn tàu rộng 37 ft 1 in (11,30 m) và độ sâu mớn nước khi đầy tải là 11 ft 3 in (3,43 m). Chúng có trọng lượng choán nước tiêu chuẩn 1.400 tấn Anh (1.400 t); và lên đến 1.740 tấn Anh (1.770 t) khi đầy tải. Hệ thống động lực bao gồm hai turbine hơi nước General Electric công suất 13.500 mã lực (10.100 kW), dẫn động hai máy phát điện công suất 9.200 kilôwatt (12.300 hp) để vận hành hai trục chân vịt;  công suất 12.000 hp (8.900 kW) cho phép đạt được tốc độ tối đa 23 kn (26 mph; 43 km/h), và có dự trữ hành trình 6.000 nmi (6.900 mi; 11.000 km) khi di chuyển ở vận tốc đường trường 12 kn (14 mph; 22 km/h).
Vũ khí trang bị bao gồm ba pháo 3 in (76 mm)/50 cal trên tháp pháo nòng đơn có thể đối hạm hoặc phòng không, một khẩu đội 1,1 inch/75 caliber bốn nòng và tám pháo phòng không Oerlikon 20 mm. Vũ khí chống ngầm bao gồm một dàn súng cối chống tàu ngầm Hedgehog Mk. 10 (có 24 nòng và mang theo 144 quả đạn); hai đường ray Mk. 9 và tám máy phóng K3 Mk. 6 để thả mìn sâu. Khác biệt đáng kể so với lớp Evarts dẫn trước là chúng có thêm ba ống phóng ngư lôi Mark 15 21 inch (533 mm). Thủy thủ đoàn đầy đủ bao gồm 186 sĩ quan và thủy thủ.
được đặt lườn tại xưởng tàu của hãng Consolidated Steel Corp., Ltd. tại Orange, Texas vào ngày 10 tháng 5, 1943. Nó được hạ thủy vào ngày 18 tháng 8, 1943; được đỡ đầu bởi bà Thomas J. Maloy, vợ góa hạ sĩ quan Maloy, và nhập biên chế vào ngày 13 tháng 12, 1943 dưới quyền chỉ huy của Hạm trưởng, Đại úy Hải quân Frederic David Kellogg.

## Lịch sử hoạt động

### 1943 - 1945
Maloy trải qua toàn bộ thời gian hoạt động trong Thế Chiến II phục vụ cùng Hạm đội Đại Tây Dương. Sau khi hoàn tất việc chạy thử máy huấn luyện tại khu vực Bermuda và sửa chữa sau chạy thử máy, nó lên đường hộ tống một đoàn tàu chở quân đi sang vùng kênh đào Panama, rồi tháp tùng bảo vệ cho một tàu sân bay hộ tống trong chặng quay trở về. Đến đầu tháng 3, 1944, nó vượt Đại Tây Dương để đi sang Bắc Ireland, và cho đến tháng 6 đã huấn luyện đổ bộ dọc theo bờ biển nước Anh nhằm chuẩn bị cho Chiến dịch Overlord, cuộc đổ bộ lên miền Bắc nước Pháp.
Khi cuộc đổ bộ Normandy diễn ra vào ngày 6 tháng 6, Maloy hỗ trợ các hoạt động ngoài khơi bãi Omaha, nơi hỏa lực hải pháo hỗ trợ đóng vai trò quyết định cho thắng lợi. Nó tiếp tục tuần tra ngoài khơi bờ biển Normandy và dọc theo quần đảo Channel, thỉnh thoảng bắn phá tàu bè đối phương, cho đến khi chiến tranh chấm dứt tại châu Âu. Sau khi Đức quốc xã đầu hàng vào ngày 8 tháng 5, 1945, nó hộ tống đoàn tàu vận tải đầu tiên tiến vào Saint Peter Port, Guernsey thuộc quần đảo Channel. Sau đó nó lên đường quay trở về Hoa Kỳ, về đến nơi vào ngày 18 tháng 6.

### 1946 - 1965
Vào tháng 5, 1946, Maloy được điều sang hoạt động cùng Lực lượng Thử nghiệm và Đánh giá Hoạt động tại New London, Connecticut, và được xếp lại lớp với ký hiệu lườn mới EDE-791 từ ngày 14 tháng 8, 1946. Trong gần hai thập niên tiếp theo, nó góp phần vào việc hiện đại hóa hải quân khi tham gia thử nghiệm và đánh giá những thiết bị đang được phát triển thuộc nhiều dự án của Phòng thí nghiệm âm thanh dưới nước. Trong khi thử nghiệm thiết bị mới, nó tiếp tục hoàn thành những vai trò thường trực, bao gồm phục vụ như tàu huấn luyện cho Trường Sonar Hạm đội tại Key West, Florida cũng như tham gia các đợt thực hành chống tàu ngầm, hộ tống và tập trận hạm đội.
Maloy cũng phản ứng kịp thời với những nhiệm vụ cấp bách phát sinh. Tại Portland, Maine từ ngày 11 tháng 11, 1947 đến ngày 25 tháng 3, 1948, con tàu đã cung cấp điện cho thành phố khi các nhà máy thủy điện địa phương phải ngừng hoạt động do ảnh hưởng của hạn hán nghiêm trọng. Trong tháng 5 và tháng 6, 1961, nó tuần tra ngoài khơi nước Cộng hòa Dominica, sẵn sàng can thiệp để bảo vệ cho công dân Hoa Kỳ, vào một giai đoạn bất ổn và bạo loạn sau khi nhà độc tài Rafael Trujillo bị ám sát. Một năm sau đó, nó lại được huy động tham gia lực lượng hải quân thực thi cô lập hàng hải Cuba trong các tháng 10 và tháng 11, 1962, trong khuôn khổ vụ Khủng hoảng tên lửa Cuba.
Maloy được cho xuất biên chế tại Philadelphia, Pennsylvania vào ngày 28 tháng 5, 1965, và tên nó cũng đượcrút khỏi danh sách Đăng bạ Hải quân vào ngày 1 tháng 6, 1965. Con tàu được bán cho hãng North American Smelting Company tại Wilmington, Delaware vào ngày 11 tháng 3, 1966 để tháo dỡ.

## Phần thưởng
Maloy được tặng thưởng một Ngôi sao Chiến trận do thành tích phục vụ trong Thế Chiến II.
|  |  | Bronze star |
|  |  |             |

| Huân chương Viễn chinh Hải quân      | Huân chương Chiến dịch Hoa Kỳ                                   | Huân chương Chiến dịch Châu Âu-Châu Phi-Trung Đông với 1 Ngôi sao Chiến trận |
| Huân chương Chiến thắng Thế Chiến II | Huân chương Phục vụ Phòng vệ Quốc gia với 1 Ngôi sao Chiến trận | Huân chương Viễn chinh Lực lượng Vũ trang                                    |